# Clarendon Hills
Clarendon Hills è un comune degli Stati Uniti d'America, situato in Illinois, nella contea di DuPage.